# Haliophasma darwinia
Haliophasma darwinia är en kräftdjursart som beskrevs av Gary C.B. Poore och Lew Ton 1988. Haliophasma darwinia ingår i släktet Haliophasma och familjen Anthuridae. Inga underarter finns listade i Catalogue of Life.